# Гаммерсміт (станція метро, лінії Дистрикт та Пікаділлі)
51°29′34″ пн. ш. 0°13′28″ зх. д. / 51.492778° пн. ш. 0.224444° зх. д.
Гаммерсміт (англ. Hammersmith) — станція Лондонського метро, ліній Дистрикт та Пікаділлі. Розташована у 2-й тарифній зоні, у районі Гаммерсміт, боро Гаммерсміт і Фулем, для Пікаділлі між станціями Тернем-Грін або Актон-таун та Баронс-корт, для Дистрикт — Баронс-корт та Равенскорт-парк. Пасажирообіг на 2017 рік — 29.31 млн осіб

## Історія
- 9. вересня 1874 — відкриття станції у складі District Railway (DR, сьогоденна лінія Дистрикт)[2]
- 5. травня 1878 — відкриття трафіку Super Outer Circle.[3]
- 30. вересня 1880 — припинення трафіку Super Outer Circle[3]
- 15. грудня 1906 — відкриття платформ Great Northern, Piccadilly and Brompton Railway (GNP&BR, сьогоденна лінія Пікаділлі)

## Пересадки
- Пересадки на автобуси London Buses маршрутів: 9, 23, 27, 33, 72, 190, 209, 211, 220, 266, 267, 283, 295, 391, 419, 485, H91 та нічні маршрути N9, N11, N97.
- У кроковій досяжності знаходиться метростанція Гаммерсміт (ліній Кільцева та Гаммерсміт-енд-Сіті)

## Послуги
| Попередня станція | Лінія | Лінія                            | Лінія | Наступна станція |
| ----------------- | ----- | -------------------------------- | ----- | ---------------- |
| Равенскорт-парк   |       | Лондонське метро Лінія Дистрикт  |       | Баронс-корт      |
| Тернем-Грін       |       | Лондонське метро Лінія Пікаділлі |       | Баронс-корт      |
| Актон-таун        |       | Лондонське метро Лінія Пікаділлі |       | Баронс-корт      |